# Temesvári Tibor
Temesvári Tibor (Miskolc, 1941. november 13. – Sümeg, 2018. december 27.) labdarúgó, edző, történelem-irodalom-szakos tanár. Testvére a szintén elismert labdarúgó és edző, Temesvári Miklós.

## Pályafutása

### Játékosként
Egyetemi tanulmányai során került Debrecenbe, ahol történelem-magyar szakon szerzett diplomát a Debreceni Egyetem hallgatójaként. A civis városban igazolt labdarúgóként a DEAC csapatában játszott, később pedig a város elsőszámú csapatának, a DMVSC-nek lett a játékosa a hatvanas évek első felében, amellyel az NB I-ben szerepelt. 1966-ban a szintén NB I-es Ózd csapatában játszott. Ezután két egymást követő évadban is másodosztályú csapatokkal harcolta ki a legmagasabb osztályba való kerülést. Előbb a Videoton csapatával nyert bajnoki ezüstérmet az NB I/B-ben 1967-ben, majd az egriekkel nyert bajnoki címet szintén ebben az osztályban 1968-ban. A következő évadtól a Miskolci VSC játékosaként egy évad erejéig testvérével csapattársak voltak a borsodi megyeszékhely vasutas csapatában. 1972-ben a Dorogi AC csapatához igazolt, ahol a dorogiakkal bajnoki ezüstérmesként kiharcolták az NB I-be jutást, azonban az első osztályban már nem folytatta további pályafutását.

### Edzőként
Az aktív játéktól való búcsút követően edzői képesítést szerzett. Ült a másodosztályú Baja kispadján, majd a Veszprémmel ért el szép sikereket, amellyel beírta magát a helyi klub labdarúgásának történetének legfényesebb lapjaira. Elsőként a harmadosztályban szerepelt csapatával nyert bajnokságot az 1982–1983-as évadban, majd a sikeres osztályozó megvívásával a másodosztályba vezette a veszprémieket. A legnagyobb siker az 1987-1988-as bajnoki évadjában megszerzett bajnoki címmel az NB I-be való jutás volt.

## Sikerei, díjai

### Játékosként
- Bajnoki cím: NB I/B - 1968
- Kétszeres bajnoki ezüstérmes: NB I/B - 1967, 1972–1973

### Edzőként
- Bajnoki címek: NB III. - 1982–1983, NB II. - 1987–1988
- Sikeres osztályozó és NB II-be jutás: 1983